# Henry Wilson
Henry Wilson, nato Jeremiah Jones Colbath, (Farmington, 16 febbraio 1812 – Washington, 22 novembre 1875), è stato un politico statunitense membro del Partito Repubblicano.
Nato Jeremiah Jones Colbath, a 21 anni, essendosi distaccato totalmente dalla famiglia d'origine, volle cambiare nome.
Nel 1845 fondò insieme a John Pilkington la White Star Line, divenuta famosa per essere la proprietaria del tragicamente celebre transatlantico RMS Titanic.
Wilson fu Vicepresidente durante il secondo mandato di Ulysses S. Grant dal 1873 al 1875, quando morì dopo due anni di mandato.